# Lucien Bochard
Lucien Bochard, né le 10 août 1925 à Vadencourt dans le département de l'Aisne, et mort le 2 mai 2002 à Saint-Quentin, est un joueur de football français, qui évoluait au poste de défenseur.

## Biographie

### Carrière en club
Lucien Bochard joue 55 matchs en Division 2 avec le club de Sedan.
Il est demi-finaliste de la Coupe de France en 1954 avec Sedan, en étant battu par l'Olympique de Marseille.

### Carrière en sélection
Il participe avec l'équipe de France olympique aux Jeux olympiques de 1952. Lors du tournoi olympique, il joue un match contre la Pologne.

## Palmarès
UA Sedan-Torcy
- Championnat de France D2 (1) : 
  - Champion : 1954-55.
- Coupe Charles Drago :
  - Finaliste : 1955.